# Georgia Institute of Technology
Georgia Institute of Technology o Georgia Tech è uno dei più importanti centri di ricerca tecnologica negli Stati Uniti.
L'istituto fu fondato il 13 ottobre del 1885 ad Atlanta, capitale della Georgia, col nome di Georgia School of Technology.
Inizialmente l'unica laurea offerta era ingegneria meccanica. Nel 1901 l'offerta formativa includeva ingegneria elettrica, civile e chimica. Nel 1948 l'università cambiò il nome in Georgia Institute of Technology.
Dal 1951 iniziarono ad essere ammesse anche le donne e dal 1961 anche gli studenti afroamericani. Oggi Georgia Tech è divisa in sei college e circa 31 dipartimenti, con un'enfasi verso le scienze e l'ingegneria. L'università è riconosciuta per l'eccellenza nei programmi in ingegneria, scienze, business administration e umanità.
Il campus principale si trova ad Atlanta, nel quartiere centrale di Midtown. Nel 1996 il campus fu sede del villaggio atletico durante i Giochi Olimpici estivi.

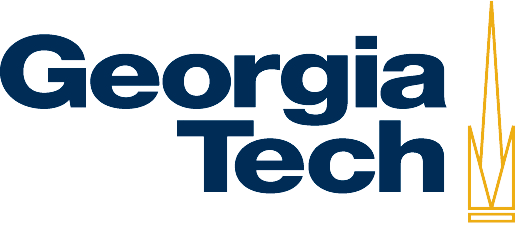
Georgia Tech Logotipo